# Hypobathrum caudifolium
Hypobathrum caudifolium är en måreväxtart som beskrevs av Mulyan. och Colin Ernest Ridsdale. Hypobathrum caudifolium ingår i släktet Hypobathrum och familjen måreväxter. Inga underarter finns listade i Catalogue of Life.